# Comarca de Bonito
|}
A Comarca de Bonito é uma comarca brasileira localizada no estado de Mato Grosso do Sul, a 260 quilômetros da capital.

## Generalidades
Sendo uma comarca de segunda entrância, tem uma superfície total de 4.934,318 km², o que totaliza quase 1,5% da superfície total do estado. A povoação total da comarca é de quase 20 mil habitantes, aproximadamente o 1% do total da povoação estadual, e a densidade de povoação é de 4 habitantes por km².
A comarca inclui apenas o município de Bonito e limita-se com as comarcas de Miranda, Anastácio, Nioaque, Jardim e Porto Murtinho.
Economicamente possui PIB de R$ 240 022 000,00 e PIB per capita de R$ 12 247,28